# Хомяк, Александр Викторович
Алекса́ндр Ви́кторович Хомя́к (укр. Олександр Вікторович Хомяк, позывной — Хомяк; 20 сентября 1989 — 16 сентября 2024, Спорное) — украинский военнослужащий, старший солдат, участник российско-украинской войны. Герой Украины (2025, посмертно).

## Биография
Во время российского вторжения в Украину Александр Хомяк служил в батальоне «Свобода» 4-й бригады оперативного назначения Национальной гвардии Украины. С 10 июля по 16 сентября 2024 года он, вместе с Владиславом Стоцким, Романом Омеляненко и пятью военнослужащими батальона К-2 54-й отдельной механизированной бригады ВСУ, удерживал опорный пункт возле села Спорное Донецкой области, находясь в окружении. 16 сентября в ходе боя Александр Хомяк погиб, прикрыв собой вход в укрытие, где находились его товарищи, тем самым спасая их жизни. За проявленное мужество и героизм Владиславу Стоцкому, Роману Омеляненко и Александру Хомяку было присвоено звание Героя Украины.

## Награды
- Звание «Герой Украины» с удостоением ордена «Золотая Звезда» (26 февраля 2025, посмертно) — за личное мужество и героизм, проявленные в защите государственного суверенитета и территориальной целостности Украины, верность военной присяге[4].